# Errol (Schottland)
Errol ist eine schottische Ortschaft in der Council Area Perth and Kinross. Sie liegt in der traditionellen Grafschaft Perthshire jeweils rund 16 Kilometer östlich von Perth beziehungsweise südwestlich von Dundee nahe dem linken Ufer des Firth of Tay. Die Ortschaft liegt in der Carse of Gowrie vor den südwestlichen Ausläufern der Sidlaw Hills.

## Geschichte
Unter Wilhelm dem Löwen erhielt William de Haya (Guillaume de La Haye) das Lehen Errol. Seine Nachfahren bilden heute den Clan Hay. 1452 wurde William Hay als erster Earl of Erroll installiert. Bis heute erbt der Clan Chief die Earlswürde und zählt als Lord High Constable of Scotland zu den höchstgestellten schottischen Adligen in der protokollarischen Rangordnung.
Erst seit Mitte des 16. Jahrhunderts werden in Schottland Kirchenbücher geführt. Am 27. Dezember 1553 wurde im Taufbuch Errols die früheste dokumentierte Taufe in Schottland eingetragen. Die heutige Errol Parish Church wurde 1833 eröffnet. Im Jahre 1648 ging das Anwesen Errol Park an Patrick Ogilvie über. Thomas Blair von Balthayock Castle erwarb es vier Jahre später. Als Barony of Errol wurde das Anwesen 1662 per königlicher Charta als Baronat installiert. Heute befindet sich dort die Villa Errol Park House. Das auf ein älteres Haus zurückgehende Seasyde House wurde um 1800 errichtet.
Über Jahrhunderte produzierten Ziegeleien um Errol Ziegelstein aus den eiszeitlichen Tonablagerungen im Ästuar des Tay und der Carse of Gowrie. Die Errol Brick Company mit einer jährlichen Kapazität von 10 Millionen Steinen wurden 2010 aufgelassen. Zur Reduktion der Küstenerosion wurde in den 1780er Jahren Reet am Ufer des Firth of Tay gepflanzt. Dieses wurde auch kommerziell zum Eindecken von Reetdächern vertrieben.
Ein Flugfeld aus den 1900er Jahren wurde zu Beginn des Zweiten Weltkriegs zu einem Flugplatz der Royal Air Force erweitert. Heute wird die östlich der Ortschaft gelegene Anlage als Industriepark weitergenutzt.

## Verkehr
Wenige Kilometer nördlich von Errol verläuft die von Edinburgh nach Fraserburgh führende A90.
1847 erhielt Errol einen Bahnhof entlang der neuen Dundee and Perth Railway. Während die Strecke weiter in Nutzung ist, wurde der Bahnhof Errol 1985 aufgelassen. Die Anlage liegt außerhalb der Ortschaft im Nordosten.